# Guidi
I conti Guidi furono una delle maggiori casate dell'Italia centrale nel corso del Medioevo. Conosciuti come Conti palatini di Toscana, dominarono su gran parte della Toscana, Romagna ed Emilia. 
Grazie alla loro importanza, ambirono a formare una dinastia regnante stabile in Toscana (favoriti in questo anche dalla protezione di Matilde di Toscana).
I castelli principali furono quelli di Poppi, Romena, Porciano nel Casentino in Toscana, di Modigliana nella valle del Marzeno, di Bagno e Montegranelli nella valle del Savio e di Dovadola  nella valle del Montone in Romagna.

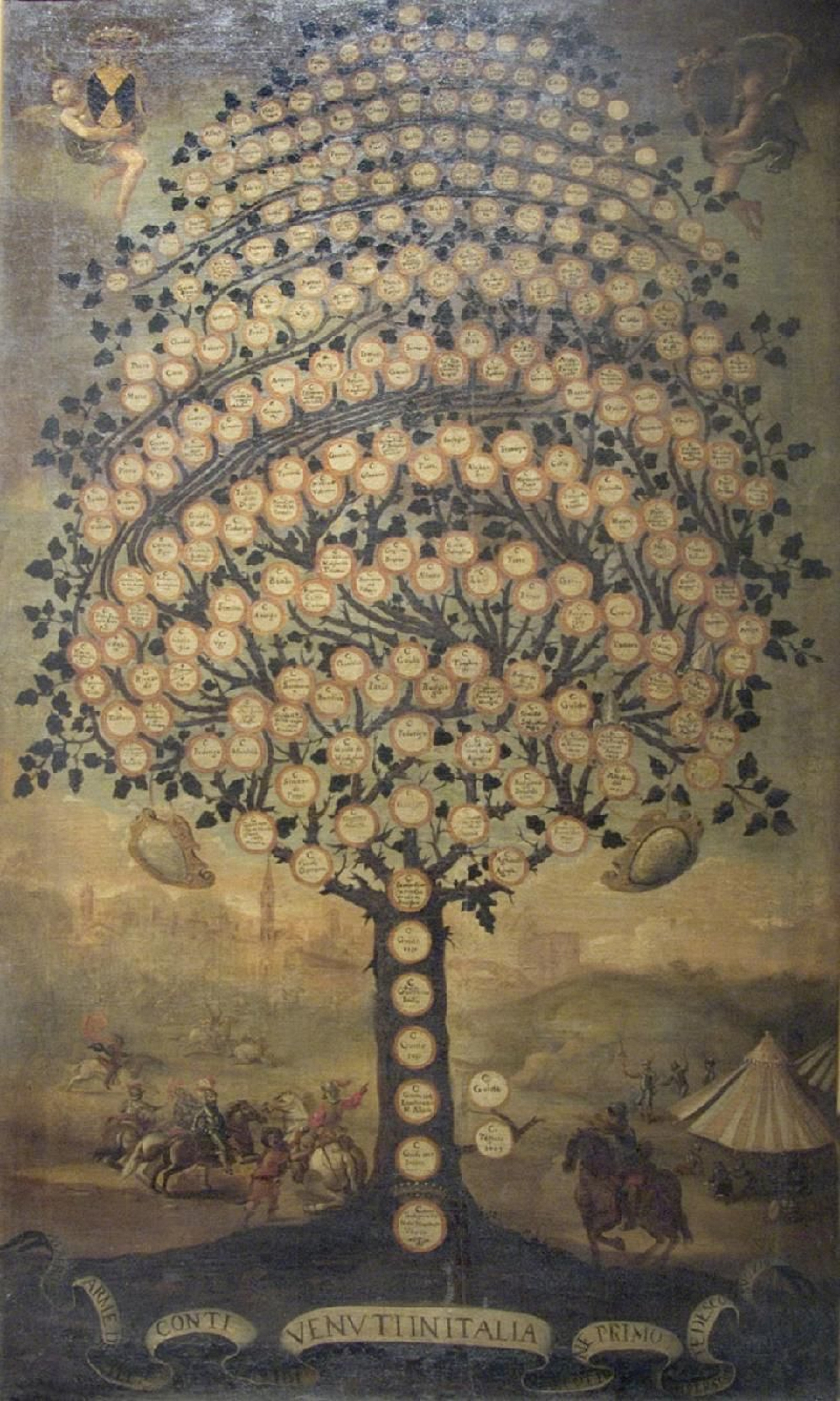
Albero genealogico dei Conti Guidi, Montevarchi, Museo della Collegiata

## L'origine della famiglia
Secondo la tradizione, ritenuta vera sia da Giovanni Villani che da Scipione Ammirato, la famiglia dei conti Guidi sarebbe arrivata in Italia dalla Germania con Teudelgrimo, cavaliere al seguito dell'imperatore Ottone I, se non addirittura nipote. Scrive infatti Villani: «Si dice che anticamente furono d'Alamagna grandi baroni i quali passarono con Otto primo imperadore il quale diede loro il contado di Modigliana in Romagna e di là rimasono». In realtà, sebbene sia vero che il capostipite della casata sia stato Tegrimo o Teudegrimo, non è possibile che sia arrivato in Italia nel 951 con Ottone I e tanto meno che sia stato l'imperatore a farlo conte di Modigliana.
Infatti, da vari documenti, risulta che Tegrimo I fosse conte palatino di Toscana e risiedesse a Pistoia, dove tuttora è sepolto uno dei suoi figli, già nel 924 cioè quasi 30 anni prima della calata di Ottone I in Italia. E proprio nel 924 Tegrimo I si recò in visita al castello di Modigliana di cui era signora la ravennate contessa Ingeldrada, figlia del duca Martino, che poi sposò divenendo così, per matrimonio e non per concessione imperiale, anche conte di Modigliana. Certo è che la coppia ebbe due figli: Ranieri e Guido.
Ranieri e Guido, in un atto rogato in Pistoia il 2 ottobre 942, donarono alcuni beni che possedevano nel contado pistoiese per suffragare le anime dei loro genitori defunti. Nulla si sa di chi Ranieri, detto il "Diacono", sposasse e se e quali eredi ebbe ma, al contrario, uno strumento del 940 fa menzione della contessa Gervisa, moglie dell'altro fratello Conte Guido I.
È noto, in ogni caso, che il Diacono fu citato a comparire il 7 aprile del 967 in Classe, presso Ravenna, davanti all'Imperatore Ottone I ed al papa Giovanni XIII per avere arrestato e maltrattato l'arcivescovo di Ravenna Pietro e per averne saccheggiato l'episcopio; ma il Diacono Ranieri, anziché comparire a difendersi, si lasciò condannare in contumacia.
Interessante dunque è notare che la sentenza del 967 di Ottone I contro Ranieri, figlio del Conte Teudegrimo di Modigliana, coincide appunto con l'anno in cui la tradizione vuole che i Conti Guidi siano scesi in Italia con Ottone I e da lui abbiano ricevuto Modigliana in feudo.

## Guido II e Teudegrimo II
Se del Diacono Ranieri non si conoscono discendenti diretti, rimane comunque traccia di quelli del fratello minore Guido. In una carta dell'8 giugno 992 scritta nel castello di Modigliana appare che la contessa Willa o Guilla figlia del marchese (non si sa di quale circoscrizione) Ubaldo, figlio a sua volta del marchese di Spoleto e marchese di Camerino Bonifacio II della dinastia degli Hucpoldingi, essendo rimasta vedova del conte Tegrimo II figlio del conte Guido I, insieme con suo figlio Guido II, offrirono in suffragio delle anime del consorte, per lei, e del padre, per lui, alla Badia di San Fedele a Strumi nel territorio di Poppi, fondata dal conte Tegrimo II, le ville di Larniano, di Loscove e di Quorle nel Casentino.
Per altro, con una nuova scrittura del 13 novembre 1017 fatta in Porciano, lo stesso Conte Guido II donò alla Badia di Strumi altri beni in suffragio dell'anima sua e della contessa Emilia sua consorte. La qual contessa Emilia si rammenta defunta nel 1029, allorché con strumento del marzo di detto anno lo stesso Conte Guido II, per rimedio delle anime dei suoi genitori e di sua moglie Emilia, conferì alla Badia di Strumi tutte le decime delle sue corti di Porciano, di Vado, di Cetica, e di Larniano nel Casentino, a condizione che l'abate di quel monastero dovesse distribuire ogni giorno una refezione a dodici pellegrini.

## Guido III, Teudegrimo III e Guido IV
Figli del conte Guido II furono i conti Teudegrimo III e Guido III che nell'aprile del 1034, stando in Pistoia, donarono alla cattedrale per suffragare l'anima del defunto loro genitore il conte Guido II dieci poderi posti nei distretti di Montale, di Tizzana e sul Vincio dell'Ombrone pistoiese. Né meno importante è la notizia che fornisce un altro strumento del 23 maggio 1043 scritto nel Castello di Vincio sull'Ombrone, ovvero che la moglie di Guido III faceva di nome Adeletta ed era figlia di un Ildebrando. In quell'anno suo marito si era ammalato e, essendo in fin di vita nel suo castello di Vincio, destinò molti beni alla cattedrale di Pistoia.
Un atto notarile dell'anno 1100 indica come uno dei figli di Teudegrimo III il conte Alberto, a sua volta padre di un conte Guido. In una delle carte del Monastero di Rosano, che porta l'indicazione del 10 settembre Indizione VIII, ma che potrebbe riferirsi al 1055 o al 1070, quando era badessa di donna Berta, sono nominati il conte Guido IV e suo figlio Guido V.

## Guido IV
Il conte Guido IV sposò una Ermellina figlia del primo matrimonio del conte Alberto di Mangona detto anche "marchese" per le seconde nozze contratte con la marchesa Sofia vedova di Arrigo I dei Bourbon del Monte Santa Maria. Guido ed Ermellina ebbero tre figli cioè Teudegrimo, Guido o Guido Guerra I, e Ruggieri morto però fanciullo come indicato da una pergamena del luglio 1097, scritta nel Castello del Monte di Croce, con la quale il conte Guido V, rifacendosi all'editto del re Liutprando, dette la libertà ad un servo per suffragare l'anima del figlio defunto. Tra il 1086 ed il 1099 era mancata in vita anche la contessa Ermellina perché con un atto del novembre del 1094, e di nuovo in uno del 21 gennaio 1096, il marito suffragava per l'anima della defunta contessa Ermellina con offrire dei beni alla Badia di Strumi.
Guido IV e il figlio Guido, detto "Guerra", frequentavano regolarmente la corte di Matilde di Canossa. Guido IV, nell'aprile del 1085 e il 16 dicembre 1098, si trovava in Pistoia con la Grancontessa e nel luglio del 1099 insieme al figlio Guido Guerra che il 12 ottobre dello stesso anno, ma a Brescello lo si trova indicato come marchese. Secondo alcune interpretazioni il titolo di marchese nasceva dal fatto che la grancontessa Matilde lo avesse adottato o gli avesse fatto da madrina al battesimo. Ma una lettura diversa spiegherebbe il titolo di marchese per Guido Guerra in virtù del fatto che, apparentemente, era l'unico erede, Tegrimo era morto proprio nel 1099, della marchesa Sofia sua nonna. Interessante un documento del novembre del 1100 redatto a Pistoia che fa menzione di un viaggio al Santo Sepolcro di Guido V nel marzo dello stesso anno. Il conte Guido IV morì nel 1103 lasciando Guido Guerra suo unico erede.

## La dinastia dei Guido Guerra

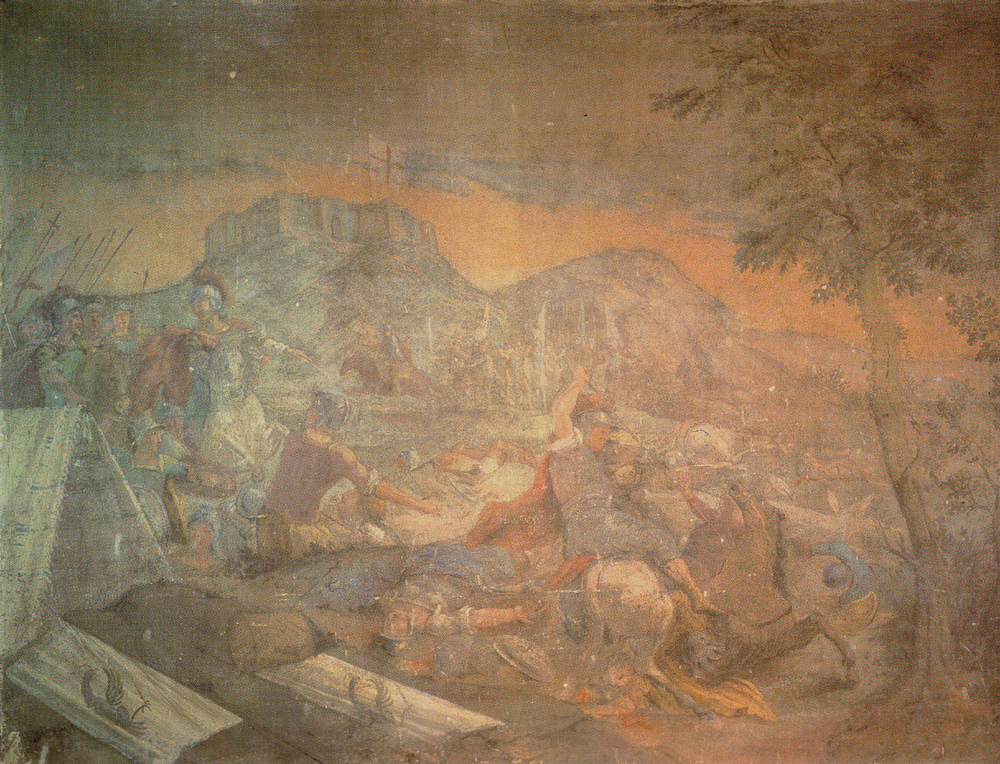
I Guelfi di Montevarchi, capitanati dai Guidi, sconfiggono nella piana di Montevarchi le truppe di Federico II nel 1248, Affresco, Palazzo Mari, Montevarchi

Vuole la leggenda, riportata anche da Boccaccio, che i Conti Guidi regnassero su Ravenna ma fossero così crudeli tiranni che, a seguito di una sollevazione popolare, vennero tutti sterminati dai rivoltosi eccetto un figlioletto, Guido, che si trovava a balia nel castello di Modigliana. Sempre la favola vuole che questo Guido fosse poi conosciuto come Guido Besangue, o Beisangue o Bevisangue perché avesse l'abitudine di leccare la sua spada ogni volta che la usava per uccidere qualcuno. Uno dei suoi nipoti, scrive Boccaccio, "Guido Guerra ebbe nome; il soprannome di questo Guido si crede venisse da un desiderio innato d'arme, il quale si dice che era in lui d'essere sempre in opere di guerra". Ma qui finisce la leggenda evidentemente costruita su episodi temporalmente diversi, e romanzati, della storia dei Guidi.
Da una pergamena del 31 gennaio 1104 relativa a un'altra donazione all'abbazia di Vallombrosa si evince che Guido Guerra era sposato alla contessa Imilia, figlia di Rainaldo detto Sinbaldo. Tre mesi dopo Guido Guerra era tornato in Lombardia, dove il 24 aprile risultò fra i testimoni di un atto della "Grancontessa" Matilde di Canossa in favore della Badia di Polirone. Il nome di Imilia invece ricompare nel febbraio del 1116 nella pieve di San Detole dove, con il marito, ratificò una donazione in favore della Badia di San Benedetto in Alpe. E la contessa Imilia si trovava insieme al suo consorte nel dicembre del 1119 nel loro palazzo di Pistoia quando assegnarono terreni e abitazioni a quelli del piviere di Empoli che si fossero recati a fabbricare case per abitarle in Empoli nuova. Imilia, dopo aver dato al conte un figlio che prese il nome di Guido Guerra II, attorno al 1131 era rimasta vedova come dichiara una pergamena del mese di gennaio di quell'anno ed era sempre viva il 3 maggio 1133 quando il conte Guido Guerra II, su suo consiglio, vendé per lire cento all'abate di San Pietro a Roti in Val d'Ambra il diritto di utilizzare le acque dell'Ambra per un nuovo molino. Il nome di Imilia si ripresenta anche nel luglio 1146 quando, con il figlio, rinunciò ai diritti sul Castello di Moggiona in favore dell'Ordine dei Camaldolensi.
Sempre Giovanni Villani al capitolo XXXVII della Cronica scrive: il "conte Guido vecchio prese per moglie la figliuola di messere Bellincione Berti de' Rovignani, ch'era il maggiore e 'l più onorato cavaliere di Firenze e le sue case succedettono poi per retaggio a' conti, le quali furono a porta san Piero in su la porta vecchia. Quella donna ebbe nome Gualdrada e per bellezza e bello parlare di lei la tolse veggendola in santa Reparata coll'altre donne e donzelle di Firenze. Quando lo 'mperadore Otto quarto venne in Firenze e veggendo le belle donne della città che in santa Reparata per lui erano ramiate, questa pulcella più piacque allo 'mperadore; e 'l padre di lei, dicendo allo 'mperadore ch'egli avea podere di fargliele basciare, la donzella rispose che già uomo vivente la bascerebbe se non fosse suo marito; per la quale parola lo 'mperadore molto la commendò e il detto conte Guido preso d'amore di lei, per la sua avvenentezza e per consiglio del detto Otto imperadore, la si fece a moglie non guardando perch'ella fosse di più basso lignaggio di lui né guardando a dote onde tutti i conti Guidi sono nati del detto conte e della detta donna in questo modo;".
Vero è che Guido Guerra III si sposò con Gualdrada de' Ravignani ma l'episodio leggendario raccontato da Giovanni Villani e poi divenuta una favole pseudo-letteraria non è mai realmente avvenuto come dimostrano due donazioni del 1180 e del 1190, firmate dal conte e dalla contessa, che spostano il loro matrimonio ad almeno 29 anni prima della venuta di Ottone a Firenze.
Non è leggenda invece che proprio il conte Guido Guerra III, marito di donna Gualdrada, fu colui che ricucì gli strappi tra la sua famiglia e i fiorentini. Un riavvicinamento provvidenziale in un periodo in cui i nemici spuntavano da tutte le parti. E infatti "negli anni di Cristo 1203, essendo consolo in Firenze Brunellino Brunelli de' Razzanti e suoi compagni, i Fiorentini disfeciono il castello di Montelupo perché non volea ubbidire al comune. E in questo anno medesimo i Pistolesi tolsono il castello di Montemurlo a' conti Guidi; ma poco appresso il Settembre v'andarono ad oste i Fiorentini in servigio de' conti Guidi e riebberlo e renderlo a' conti Guidi. E poi nel 1207 i Fiorentini feciono fare pace tra Pistolesi e conti Guidi ma poi, non possendo bene difendere i conti da Pistolesi Montemurlo, perocch'era loro troppo vicino e aveanvi fatto appetto il castello del Montale, sì 'l vendero i conti Guidi al comune di Firenze libbre cinquemila di fiorini piccioli, che sarebbono oggi cinquemila fiorini d'oro; e ciò fu gli anni di Cristo 1209 ma i conti da Porciano mai non vollono dare parola per la loro parte alla vendita".
Il conte Guido Guerra II è lo stesso Conte Guido menzionato dallo storico Ottone di Frisinga quando nell'anno 1144 scriveva che i senesi si erano alleati con un Conte Guido che il cronachista qualifica come il più potente signore della Toscana. Non a sproposito visto che fu lui che nel giugno del 1147 sconfisse con i suoi soldati e quelli dei suoi alleati un'armata inviata dai fiorentini per conquistare il suo Castello di Monte di Croce. Che l'alleato dei senesi fosse lui è inoltre dimostrato da una sua cospicua donazione alla Signoria di Siena di varie parcelle signoriali avvenuta nel 1167, che venne poi confermata il 27 aprile 1167 nel Castello di San Quirico dall'arcivescovo di Colonia Rainaldo, come arcicancelliere d'Italia in nome dell'Imperatore Federico I.
Suo figlio fu il conte Guido Guerra III, residente in Pistoia. Alla morte del padre, nel 1186, l'abate di Marturi (Abbazia di San Michele Arcangelo a Marturi presso Poggibonsi) presentò querela alla curia imperiale residente in San Miniato contro di lui in quanto quei beni donati dal padre al Comune di Siena erano stati ritolti da Guido Guerra II proprio al Monastero di Marturi. Il conte, nello stesso anno, fu condannato a restituire tutti i beni sottratti al monastero e a pagare le spese giudiziarie.
A parte questo episodio Guido Guerra III fu, per l'epoca, il più potente signore della Toscana e l'apice della parabola signoriale dei conti Guidi. Nel 1185 era alla corte dell'imperatore Federico I Barbarossa nel suo passaggio per Firenze e lo persuase a togliere alla città la giurisdizione del suo contado ovvero a liberare i suoi possedimenti dai tributi dovuti a Firenze. Successivamente l'imperatore Enrico VI, in un diploma dato in Napoli il 25 maggio 1191, si appellava a Guido Guerra III come "suo diletto Principe Guido" che qualificava come Palatino e Conte di tutta la Toscana. Il diploma, inoltre, conferiva a lui e ai suoi successori giurisdizione e possesso su circa 200 tra ville e castelli della Romagna e della Toscana col diritto di bando, di placito, di teloneo, distretto, ripatico, mercati, mulini, corsi d'acqua, paludi, pesche, cacce, miniere, cave conferendogli anche diritti sui monti e le valli che, propriamente, spettavano solo all'impero.
Enrico VI inoltre nominò Guido Guerra III capo della famiglia e ribadendo, col titolo di Mutilianum cum rocca et castello et cum tota curte ejusdem ossia Signore di Modigliana con rocca e castello e tutto ciò che ne dipende, che il ramo dei Guidi di Modigliana fosse il ramo principale della famiglia. Proprio con questo titolo promulgò lo Statuto della Val d'Ambra dimostrandosi abile e illuminato legislatore. L'11 novembre 1195 Guido Guerra III, comparve fra i magnati al congresso di Borgo San Genesio per aderire alla lega guelfa dei comuni e dinasti della Toscana seguaci di quel partito contro la fazione dei ghibellini.

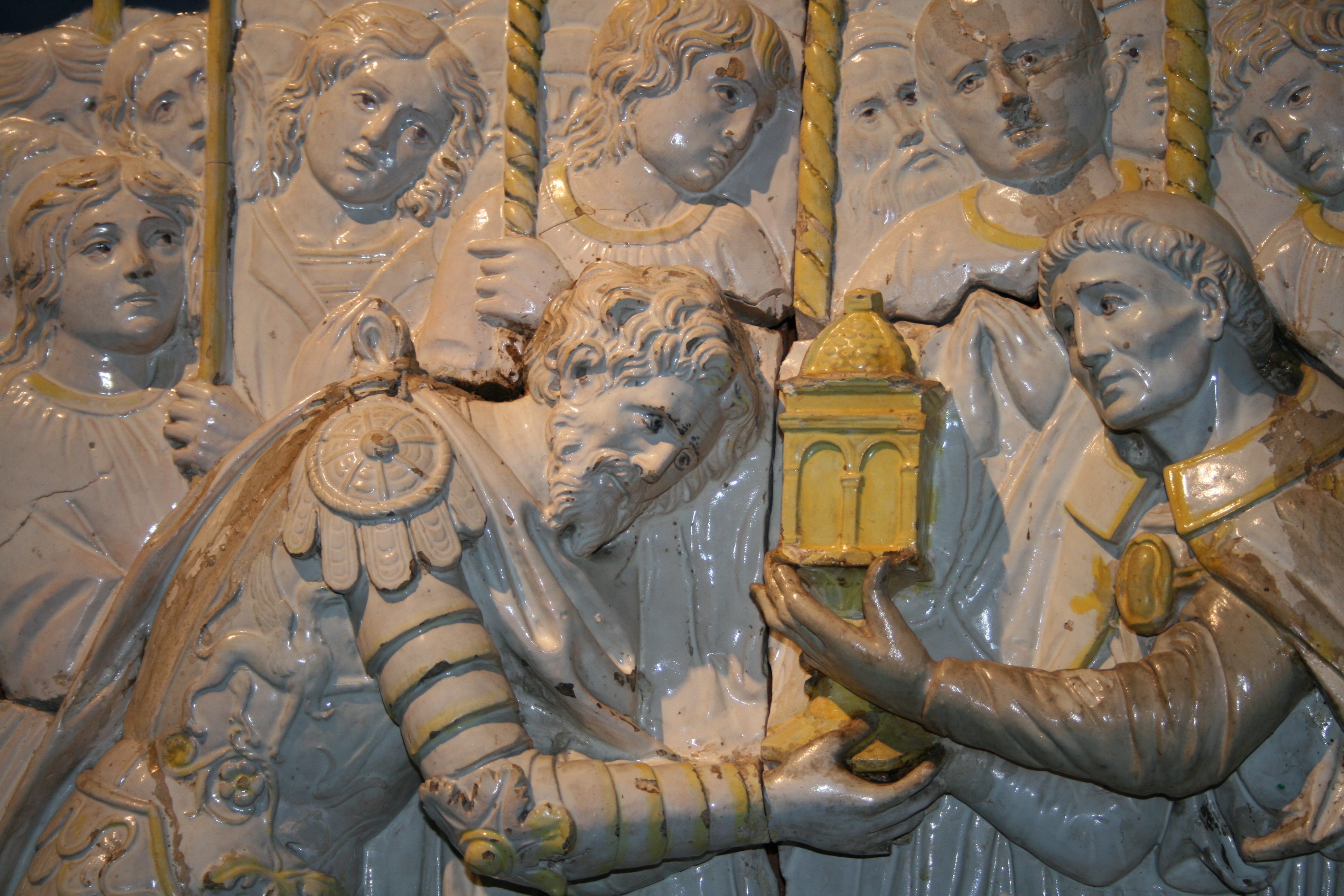
Andrea della Robbia, Guido Guerra V dona alla città di Montevarchi la reliquia del Sacro Latte avuta in ricompensa dal re di Francia per meriti militari

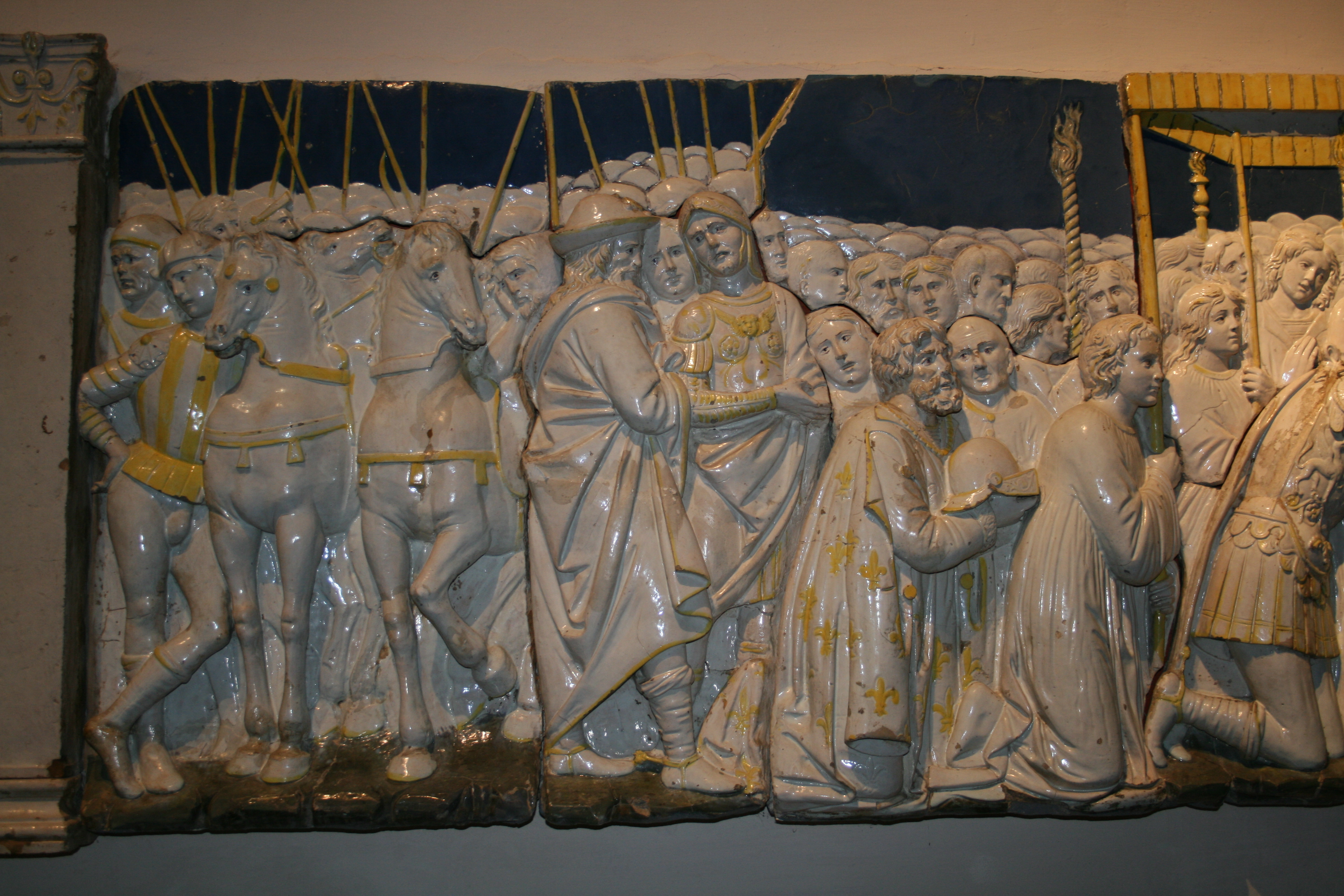
Andrea della Robbia, Gli uomini di Guido Guerra V di ritorno a Montevarchi dopo la vittoria di Benevento

Ma il nome di Guido Guerra III è legato soprattutto per il suo leggendario matrimonio con la bella Gualdrada figlia di Bellincione Berti de' Ravignani di Firenze avvenuto attorno al 1180, dal quale nacquero cinque figli: Guido Guerra IV a cui passò la Contea di Modigliana, Marcovaldo conte di Dovadola, Aghinolfo conte di Romena; Teudegrimo conte di Porciano; ed un quinto figlio di nome Ruggieri che però morì prima degli altri quattro fratelli. Tutti i 5 figli del conte Guido Guerra III di Modigliana sono rammentati nel diploma concesso dall'Imperatore Federico II il 29 novembre 1220.
Ruggieri viveva ancora nel 1225 quando con i fratelli e la madre Gualdrada si trovava a Firenze nel palazzo di famiglia siglò l'acquisto di vari castelli e corti nell'area di Bagno di Romagna. Ma nel 1229 il conte Ruggieri era mancato senza successione, per cui gli altri 4 fratelli si divisero la sua eredità e divennero capi di altrettanti rami della stessa famiglia.
Il primogenito Guido Guerra IV ebbe dalla sua consorte contessa Giovanna, sorella del marchese Oberto de' Pallavicini di Lombardia, due figli al maggiore dei quali, il conte Guido Novello, fu assegnata la contea di Modigliana, mentre al secondogenito, il conte Simone I, toccò la contea di Battifolle, ossia di Poppi, come anche confermato da un diploma imperiale dell'aprile del 1247.
L'altro fratello del Conte Guido Guerra IV, il conte Marcovaldo di Dovadola sposò la contessa Beatrice di Capraia ed ebbe due figli maschi, cioè il conte Guido Guerra V ed il conte Ruggieri II, noti alla storia fiorentina per avere, in contrapposizione al conte Guido Novello di Modigliana e al conte Simone di Battifolle loro cugini, continuato a militare per la parte Guelfa. Infatti i quattro cugini si ritrovarono faccia a faccia sul campo di battaglia a Montaperti.
In particolare Novello di Modigliana nel 1252, alla testa di truppe ghibellini, assalì il castello di Figline e nel 1253, stando presso Bagno di Romagna, fece quietanza di Poppi col fratello Simone e con i nipoti, quindi dal 1261 al 1266 governò la Toscana come vicario di re Manfredi capoparte ghibellino e nell'anno precedente comandò l'esercito senese contro i fiorentini a Colle di Val d'Elsa. Contemporaneamente lo zio Guido Guerra combatté la battaglia di Benevento con i guelfi di Carlo I d'Angiò a capo di uno squadrone di cavalleria pesante contribuendo alla sconfitta finale dei ghibellini in Toscana. Per questo Dante, che sostanzialmente parteggiava per l'Impero, lo mise nel canto XVI dell'Inferno:
(Dante Alighieri, Divina Commedia)

## L'inizio delle ostilità con Firenze e la battaglia di Montedicroce
Montedicroce, Montecroce o Monte di Croce, che si trovava su un'altura nei pressi del borgo di Fornello oggi nel comune di Pontassieve, fu tra i primi castelli distrutti dal Comune di Firenze allorché la città, cresciuta di popolo e di potere, cercò di distendere il suo contado, e di allargare la sua signoria; cosicché qualunque castello o fortezza non le ubbidisse, gli faceva guerra. Infatti i Fiorentini di primo slancio, nel 1107 corsero a guerreggiare e presero per forza il Castello di Monte Orlandi; secondariamente, nel 1113, il Castello di Monte Cascioli, che erano entrambi dei conti Cadolingi; in terzo luogo, nel 1135, il castello di Monte Buoni, che era dei Buondelmonti; e finalmente andarono a Monte di Croce che apparteneva ai conti Guidi.
Racconta Giovanni Villani al capitolo XXXVII della sua Cronica: "Negli anni di Cristo 1146, avendo i Fiorentini guerra co' conti Guidi imperciocché colle loro castella erano troppo presso alla città, e Montedicroce si tenea per loro e facea guerra per la qual cosa, per arte de' Fiorentini v'andarono ad oste co' loro soldati, e per troppa sicurtade, non faccendo buona guardia, furono sconfitti dal conte Guido vecchio e da loro amistà Aretini e altri del mese di Giugno. Ma poi gli anni di Cristo 1154, i Fiorentini tornaro a oste a Montedicroce e per tradimento l'ebbono a disfecionlo infino alle fondamenta; e poi le ragioni che v'aveano i conti Guidi venderono al vescovado di Firenze non possendole gioire né averne frutto e d'allora innanzi non furono i conti Guidi amici del comune di Firenze e simile gli Aretini che gli aveano favorati".

## La caduta di Modigliana, Poppi e la fine dei Guidi

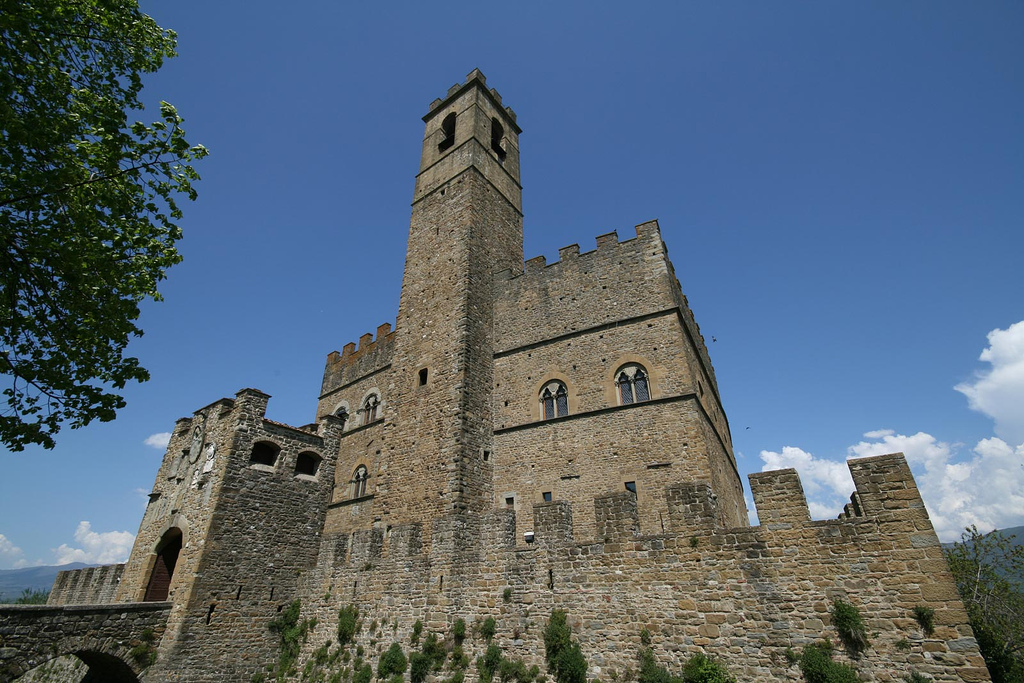
Il castello dei conti Guidi a Poppi

Già i conti Giovanni e Francesco, per atto pubblico del 12 agosto 1350, chiesero di essere ricevuti in accomandigia dalla Signoria di Firenze con il loro castello di Modigliana, e con tutto il restante del loro dominio. Fu però quando scoppiò la guerra tra Gregorio XI e i Fiorentini che Modigliana, dopo il sacco di Faenza, si ribellò ai Guidi e si diede alla repubblica fiorentina per atto del popolo firmato il 2 agosto 1377. La Signoria di Firenze, con provvisioni del 21 e 26 dello stesso mese, accettò la direzione di Modigliana e del suo distretto previa la consueta solennità dell'annuncio al suono della campana del palazzo dei Signori, nel tempo in cui era capitano del popolo Roberto di Ricciardo di Saliceto, potestà di Firenze Piero de' Marchesi del Monte, e gonfaloniere di giustizia della Signoria il cittadino Angiolo di Bernardo Ardinghelli. Fra i capitoli della convenzione era scritto che la Signoria di Firenze, per meglio assicurare la libertà agli abitanti di Modigliana, ogni sei mesi avrebbe estratto dalle borse dei cittadini guelfi fiorentini i nomi di coloro che dovevano essere destinati a ricoprire l'incarico di castellani di primo grado nei fortilizi del suo contado, tra cui un castellano per recarsi a Modigliana, ricevervi la consegna della rocca con tutte le armi e forniture da guerra, e fedelmente custodirla con 16 soldati a piedi in tempo di pace e 25 in tempo di guerra. Per le quali cose gli abitanti di Modigliana avrebbe pagato al castellano il debito stipendio.
Perduti o venduti, talvolta svenduti, a Firenze tutti gli altri castelli di famiglia, a questo punto, grandi feudatari, rimanevano soltanto i Guidi di Poppi che però resistettero solo fino al 1440. Scrive infatti il Repetti "il fatto è che nell'aprile del 1440, alla venuta in Toscana di Niccolò Piccinino generale di un esercito del Duca di Milano, il Conte Francesco si unì al nemico più acerrimo della Repubblica, allettandolo e facendogli strada per la via del Mugello, con aprirgli il passaggio nel Casentino dal suo castello di S. Leolino. Dondeché ben presto dall'oste milanese furono presi Bibbiena, Romena e altri castelli più per vendicare il conte di Poppi per gli affronti particolari che per aver vantaggio in quella guerra. L'infelice riescita della quale fu dimostrata dalla giornata del 29 giugno dello stesso anno con la battaglia d'Anghiari, di dove i Fiorentini, appena riportata vittoria, rivolsero una parte dell'esercito verso Poppi per castigare quel conte della sua follia. E affinché l'effetto fosse più sollecito, furono messi due campi, l'uno fra il colle di Fronzola e quello di Poppi, l'altro nel piano di Certomondo a piè del castello. Dopo pochi giorni il Conte Francesco, trovandosi chiuso da ogni parte, fu costretto accordarsi alla resa, che fu quale se gli conveniva; imperocché egli non poté impetrare altro se non che di andarsene fuori di tutto il suo stato con i figli e con le robe che seco recare poteva: sicché egli se ne dové partire come i disperati fanno, con il carico di 44 some di muli, maledicendo la sua bestialità. Allora Neri di Gino Capponi, uno de' due commissarj dell'esercito della repubblica, prese di tutto il Casentino la signoria, e il Conte Francesco II di Poppi con la sua prole a Bologna come un esule si riparò.

## Rami della famiglia Guidi

### Ramo dei Conti Guidi di Porciano

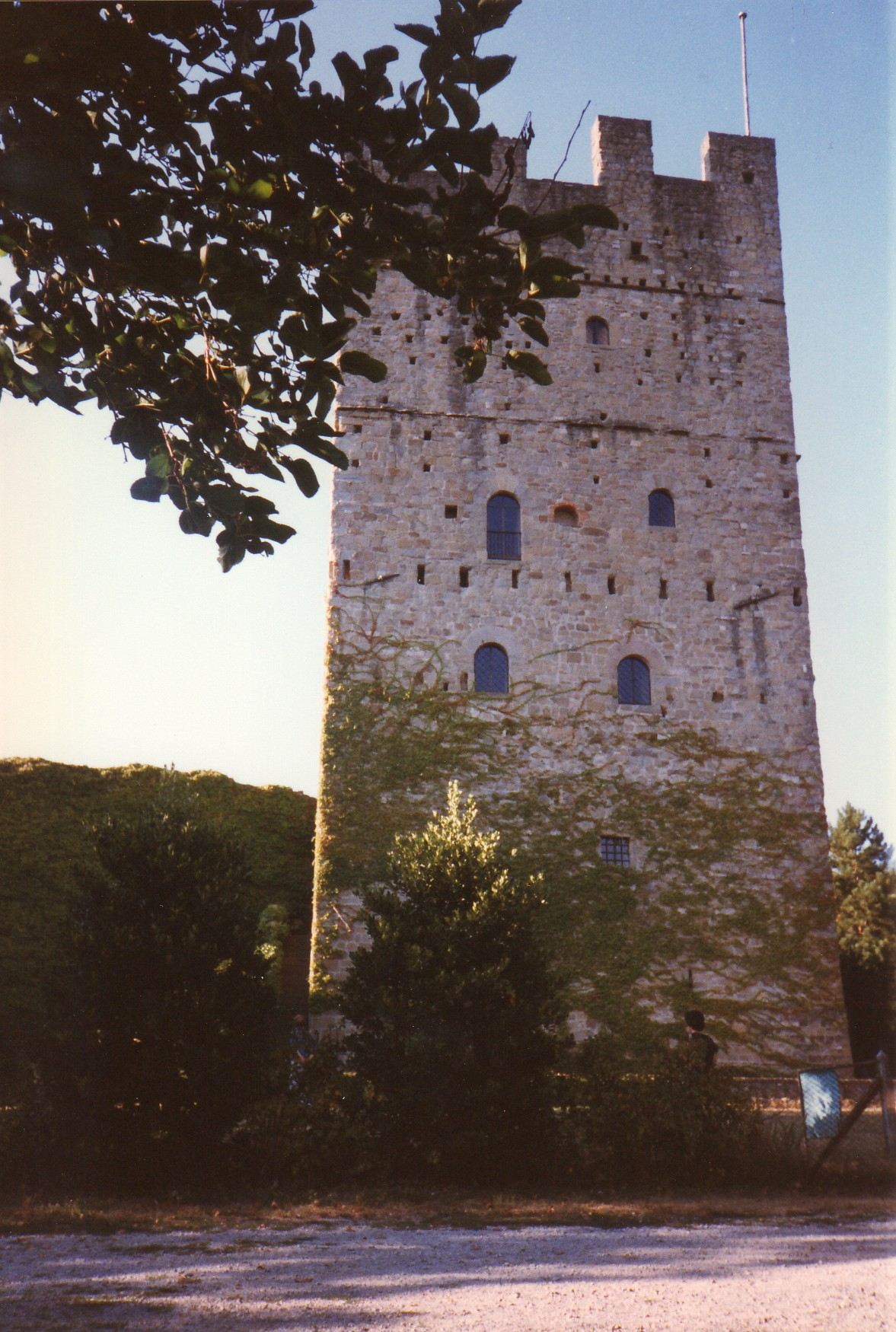
Il castello di Porciano a Stia

I conti Guidi del ramo di Porciano, avevano la loro residenza nel castello di Porciano, oggi nel comune di Stia, che era anche capitale della loro contea, nel luogo denominato tuttora il Palagio tant'è che la città di Stia fino alla fine del Settecento si chiamava Palagio Fiorentino. La presenza dei Guidi a Stia è per la prima volta menzionata in un atto di donazione rogato nell'aprile del 1054 nella camera del pievano di S. Maria situata in Stia nel casentino. Dal documento appare infatti che il donatore fu un conte Guido figlio del fu Conte Alberto di legge e origine Ripuaria.
Due secoli dopo, dal conte Teudegrimo, figlio del Conte Guido Guerra III, e dalla contessa Albiera sua moglie nacquero, tra i figli conosciuti, un altro conte Guido sposatosi poi con la contessa Adelasia.
Mentre l'imperatore Arrigo VII era impegnato nella presa di Cremona, Dante il 16 aprile 1311 gli indirizza una lettera vergata "in finibus Thusciae, sub fontem Sarni" cioè "ai confini della Toscana, sotto la fonte d'Arno" vale a dire nel castello di Porciano. Ne erano signori, a quel tempo, i conti Tancredi e Bandino i quali essendo ghibellini prestarono nel 1312 assistenza agli ambasciatori di Arrigo VII nel loro passaggio dal Mugello nel Casentino, e presso lo stesso Arrigo, quando arrivò in Toscana, si recò Tancredi a presentargli la sua devozione.
Che i conti di Porciano fossero anche i signori di Palagio, o di Stia vecchia, lo conferma pure lo storico fiorentino Scipione Ammirato allorché all'anno 1358 rammenta un conte Francesco da Porciano al servizio dei Fiorentini e comandante di un corpo di cavalleria, che all'anno 1363, l'Ammirato designa col titolo di conte Francesco da Palagio. Sempre secondo Ammirato, questo conte Francesco era lo stesso conte Guido Francesco dei conti Guidi, morto nel 1369, che volle che la Signoria di Firenze prendesse a tutela i suoi figli e i loro castelli tra cui Porciano e relativi possedimenti.
Sempre sotto tutela fiorentina, nel 1392 il conte Antonio Guidi partecipò, con 40 uomini in divisa bianca, in un torneo a Firenze per celebrare la pace fatta in Genova fra la Repubblica Fiorentina e Gian Galeazzo Visconti di Milano. Ma nel 1400 Antonio si ribellò ai Fiorentini pensando di potersi liberare della loro ingombrante presenza e abbracciò il partito del signore di Milano cogliendo l'occasione di una sua nuova guerra contro la Repubblica. Ma gli andò male e, sconfitto nel 1402, fu costretto ad abbandonare quelle terre che possedeva per antica successione e che passarono a Firenze.

### I falsari di Romena

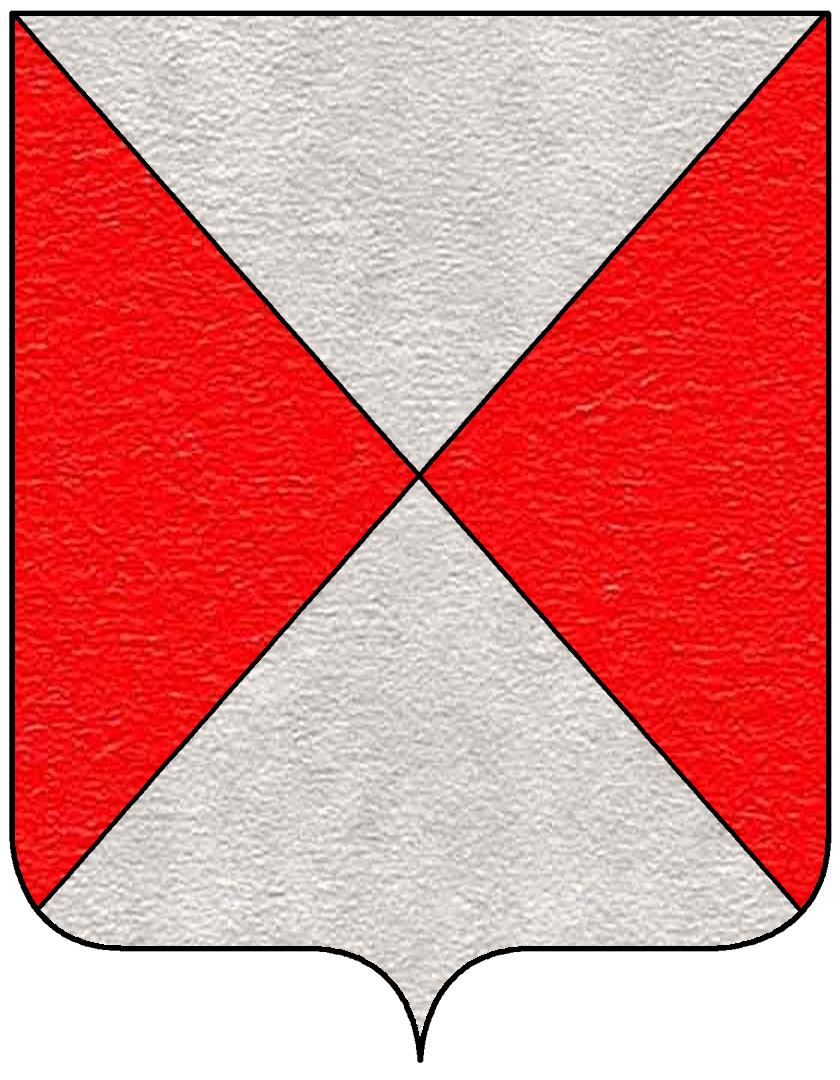
Stemma dei Guidi di Romena

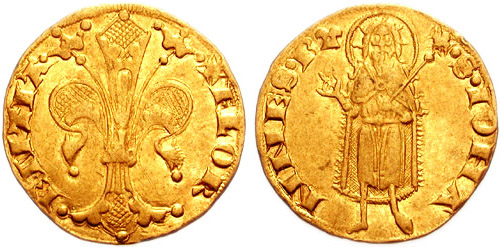
Fiorino del 1347

Dal castello di Romena, oggi nel territorio di Pratovecchio, prese il nome, a partire dal Conte Aghinolfo di Guido Guerra III, uno dei rami dei conti Guidi di Modigliana, che si dissero Guidi di Romena ma anche da Monte Granelli e di Raginopoli. I figli di Aghinolfo I, Guido, Alessandro e un loro terzo fratello, divennero celebri per essere rammentati da Dante nel canto XXX dell'Inferno come falsari del fiorino d'oro che per loro coniò Maestro Adamo da Brescia. L'ombra di lui, cacciata nella bolgia fra i sitibondi, esclama:
(Dante Alighieri, Divina Commedia)
Questo mastro Adamo probabilmente corrispondeva a quello spenditore di fiorini falsi dei conti di Romena, di cui fece menzione all'anno 1281 Paolino di Piero nella sua Cronica dicendo: "che in detto anno si trovarono in Firenze fiorini d'oro falsi in quantità per un fuoco che si appese in Borgo S. Lorenzo in casa degli Anchioni. E dicesi che li faceva fare uno de'conti di Romena, e funne preso un loro spenditore, il quale per cose che confessò fu arso".

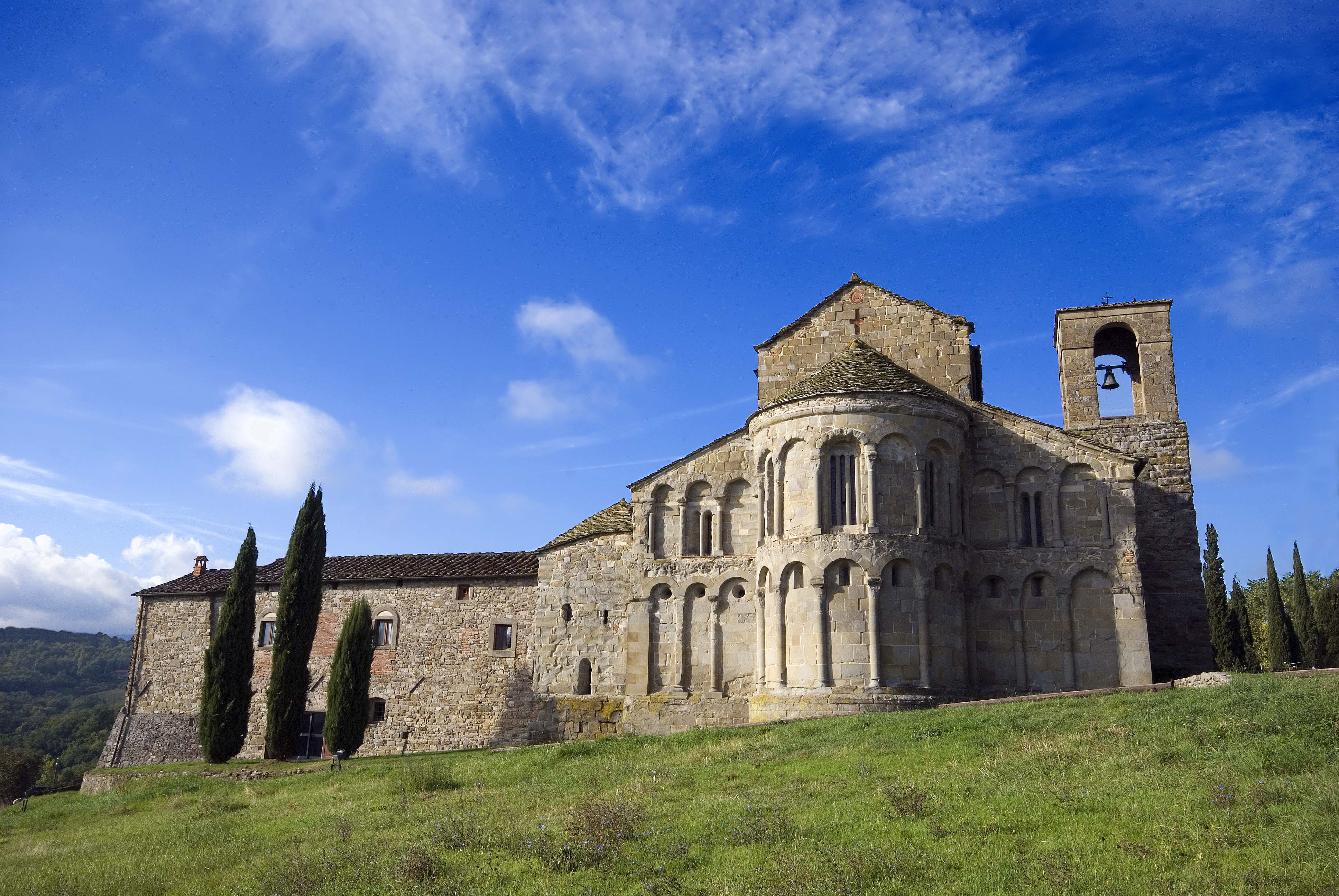
La pieve di Romena

Dal conte Guido d'Aghinolfo I nacque Aghinolfo II conte di Romena, di cui si conosce il testamento fatto nel 1338 dove si nominano sei o sette figli suoi, fra i quali un Conte Alberto, un Conte Guido Uberto di Romena e Monte Granelli, un Bandino (Ildebrandino) vescovo di Arezzo. Ad uno di quei figli del conte Aghinolfo II, nacque il conte Piero di Romena rammentato con il cugino Conte Bandino in due contratti del 14 e del 21 ottobre 1357, allorché vendettero al Comune di Firenze il castello, distretto e giurisdizione di Romena comprese tre altre proprietà per il prezzo di 9600 fiorini di conio fiorentino. Stavolta non quelli di mastro Adamo.
La cessione fu ratificata dai Signori e Collegi della Repubblica Fiorentina, mediante provvisione del 23 ottobre 1357. Per effetto della vendita, la Signoria di Firenze deliberò l'esenzione per 5 anni da ogni dazio, gabella e prestanza gli abitanti di Romena e del suo distretto, con l'obbligo per altro di comprare dal Comune di Firenze il sale necessario al loro consumo, e dichiarò che l'estimo del Castello e territorio di Romena ascendeva alla somma di 150 fiorini d'oro l'anno da pagarsi dopo il quinquennio di esenzione fiscale. I due conti, dal canto loro, furono ricevuti in accomandigia perpetua e stipendiati dalla Signoria con l'obbligo del palio. La stessa vendita del Castello di Romena fu anche confermata con successivo contratto del 24 aprile 1381 dal conte Niccolò figlio del Conte Bandino. Uno degli ultimi conti di Romena fu quel conte Roberto del Conte Giovanni di Monte Granelli, il quale il 10 giugno del 1410 stando in Monte Granelli nominò un suo rappresentante, per recarsi a Firenze a presentare il palio consueto la mattina della festa di S. Giovanni.

### I conti di Dovadola
I conti di Dovadola, nella storia fiorentina, si distinsero fra tutti gli altri rami sia per il partito Guelfo che professarono costantemente, sia per le luminose cariche di capitani e di podestà presso le repubbliche di Firenze e di Siena che ricoprirono con onore, sia per il valore militare che taluni di loro dimostrarono.
Il 25 marzo 1254 il conte Guido Guerra V, figlio di Marcovaldo, firmò il documento che trattava la vendita al Comune di Firenze del castello di Montemurlo. Al contratto, fra gli altri testimoni, compaiono la contessa Beatrice, sua madre, e il celebre Brunetto Latini. La vendita di Montemurlo fu ratificata il 17 aprile successivo anche dal fratello Conte Ruggieri nella chiesa della pieve di S. Maria di Bagno di Romagna. Nel 1255, di maggio, i due fratelli alienarono per lire 9700 la quarta parte dei castelli, territori e giurisdizioni che avevano in Empoli, Cerreto Guidi, Cerbaia, Vinci e Collegonzi.
Nel 1263 seguì in Dovadola un atto di divisione e permuta fra i due fratelli da una parte e il conte Guido del fu Aghinolfo di Romena, loro cugino dall'altra, circa i rispettivi diritti, feudi e vassalli di Romagna.
Mancato ai vivi il conte Ruggieri, nel 1271 furono stipulati alcuni patti fra il Comune di Tredozio, il conte Guido di Romena, il conte di Romena e il conte Guido Salvatico, figlio del fu conte Ruggieri di Dovadola. Il quale conte Salvatico, nell'anno 1273, restituì al Comune di Firenze i castelli, tra cui Montevarchi, che il conte Ruggieri, dopo la Battaglia di Montaperti, aveva usurpato; Guido Salvatico era quello stesso conte Salvatico che, nel 1278, fece fine e quietanza di un certo debito che la Repubblica fiorentina aveva contratto con i fratelli conti Ruggieri e Guido Guerra VI, padre e zio.
Ma il credito del conte Salvatico salì nel 1282, mentre era podestà di Siena, quando venne eletto capitano della Taglia Guelfa in Toscana e nel 1286 quando fu appuntato comandante dell'esercito fiorentino contro i Pisani, e ancora quando venne nuovamente richiamato nel 1288 a ricoprire la carica di podestà nella stessa città di Siena.
Nel 1289, mediante un atto rogato nel piano di S. Ruffillo presso Dovadola, si fece permuta di beni fra Guido Novello e Guido Salvatico: all'ultimo dei quali toccò il castello e distretto di Dovadola con tutti i diritti baronali, che poi, nel 1301, cedette al conte Ruggieri suo figlio. E non fu minore la reputazione che presso il partito Guelfo si acquistò il Conte Ruggieri, figlio del Conte Guido Salvatico, poiché nel 1304 la Repubblica fiorentina lo nominò all'importante ufficio di podestà, e nel 1322 fu eletto capitano del popolo dalla Repubblica senese. Nel 1315 Ruggieri di Guido Salvatico fu investito dal re Roberto di Sicilia di tutte le ragioni e diritti che il conte Manfredi d'Ampinana, figlio del fu conte Guido Novello di Modigliana, pretendeva sopra il castello e distretto di Tredozio, per essersi Manfredi posto dalla parte Ghibellina, e a tale effetto dichiarato ribelle della chiesa e della Repubblica fiorentina.
Diversamente dai suoi avi si comportò il conte Marcovaldo di Dovadola, figlio del Conte Ruggieri dato che nel 1340 macchinò con i Bardi e i Frescobaldi di sovvertire l'ordine dello Stato; scoperto, entrò in clandestinità e Firenze pose su di lui una grossa taglia. Ma, al dire di Scipione Ammirato, in considerazione dei servigi prestati dal Conte Ruggieri e dai suoi predecessori, sempre stati devoti al popolo fiorentino, gli riuscì di ottenere l'assoluzione dal bando della testa e da ogni altra pena, come pure di riacquistare alcuni castelli che erano stati messi ai libri della camera del Comune come cosa della Repubblica. A patto però dell'obbligo dell'offerta annuale per la festa di S. Giovanni, di un palio di seta in segno d'ossequio, ma non di soggezione, verso il Comune di Firenze.

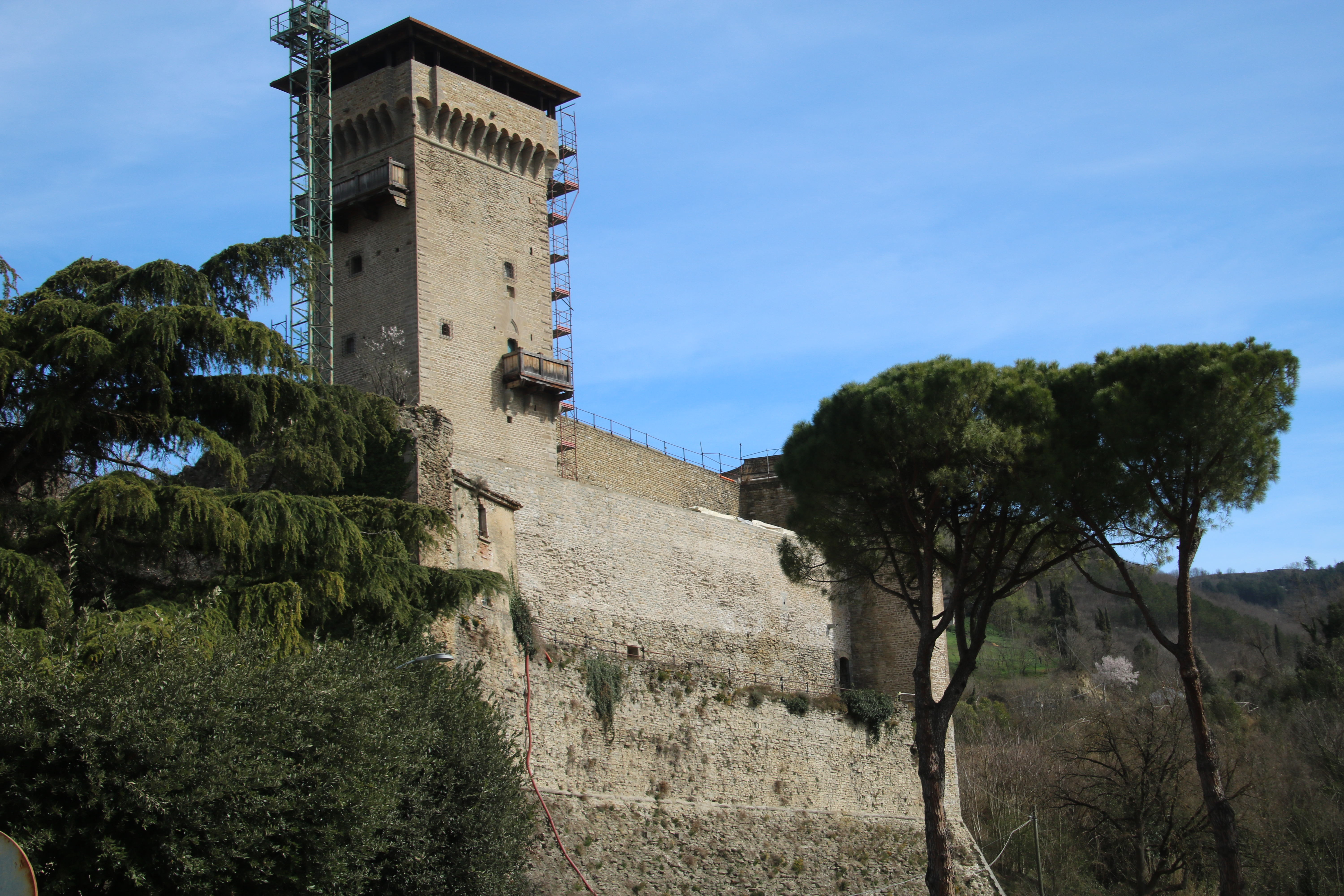
La rocca dei Conti Guidi di Dovadola, detta "Roccaccia".

Alla morte del conte Marcovaldo II gli succedette, nella signoria di Dovadola, il fratello Conte Francesco il quale, avendo mosso questione per diritti di dominio contro i figli del conte Bandino di Monte Granelli, e sembrando a lui essere questi ultimi favoriti dalla Signoria di Firenze, si giovò degli amici che aveva nel castello di Portico per distaccare quegli uomini dalla dipendenza della Repubblica fiorentina. E, quasi che ciò non gli bastasse, andava facendo grandi scorrerie in Romagna. Così il Comune di Firenze ordinò, che s'inviassero contro di lui 300 armati capitanati da messer Benghi di Buondelmonte. Benghi però, avendo troppo indugiato per via, rese inutile quella spedizione; allora i dieci della Balia di guerra, alla fine del 1376, spedirono contro il signore di Dovadola 600 fanti comandati dallo storiografo fiorentino Marchionne di Coppo Stefani, che poi scrisse: "e per non lodare me mi tacerò della materia, salvo che ne dirò, che in sei mesi fu il conte Francesco di Dovadola sì stretto nel suo castello, che di cosa che egli avesse al di fuori, di niuna non gli fu possibile metter dentro, se non quello che vi si era; e la brigata vivette di quello di fuori continuo del loro [...] In sei mesi che io non perdei oltre ai 15 uomini, e de'suoi avemmo 123 prigioni, e tollemmo Beccova [sic] per forza, ed egli ridusse tutte le sue fortezze e sé dentro de'muri; e giammai non si poté mettere oste per le grandi nevi che furono in quest'anno, e sempre sono in quel paese grandissime. Tornai compiuti i sei mesi a Firenze, a dì 10 giugno 1377, e andovvi Buono di taddeo Strada, altro cittadino fiorentino, il quale vi stette infino a settembre; tanto che la pace della Chiesa fu fatta".
Al conte Francesco subentrò per successione nel dominio di Dovadola e di altri luoghi di Romagna suo figlio conte Malatesta, il quale dapprima aderì alla causa e al partito degli Ordelaffi di Forlì, a cui era raccomandato; poi, nel 1392, si pose sotto la protezione della Repubblica fiorentina che lo accolse nella lega Guelfa stabilita in quell'anno in Bologna; e finalmente nel 1405 lo stesso conte di libera volontà cedette alla Signoria di Firenze ogni suo diritto sul castello di Dovadola. Gregorio XII ne rimase contrariato e dunque il governo fiorentino commise ai suoi ambasciatori di dire al pontefice: che il castello di Dovadola era stato donato e non comprato dal conte Malatesta suo legittimo signore.
Morto questo conte nel 1407, i suoi quattro figli, Giovanni, Carlo, Francesco e Guelfo, pregarono la signoria di Firenze di accettarli in accomandigia con i loro castelli di Monte Vecchio, Tredozio, Particeto, la qual cosa fu loro concessa con l'obbligo di dare il tributo annuo del palio, e con dover dichiarare che la porzione del castello e pertinenze di Tredozio, già spettante al conte Niccolò del conte Bandino di Monte Granelli, rimanesse in potere della Repubblica fiorentina.

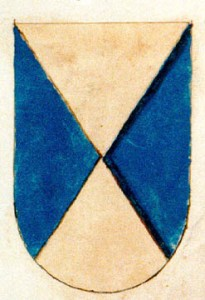
Stemma Guidi di Bagno

### I Guidi di Bagno di Mantova
Guidi di Bagno è un'antica nobile famiglia originaria della Germania, che si trapiantò prima in Romagna (Bagno di Romagna) e quindi a Mantova nel XIV secolo.

## Personaggi di spicco
- Guido Guerra I (?-1124), venne adottato dalla "Grancontessa" Matilde di Canossa[17]
- Guido Guerra di Dovadola (Firenze?, 1220 circa - Montevarchi, ottobre 1272), citato da Dante Alighieri
- Guido Guidi I di Romena (m. prima del febbraio 1281), feudatario di Toscana e Romagna
- Guido Guidi II di Romena (m. dopo il 1283), figlio di Guido I, citato da Dante Alighieri
- Guido Novello Guidi (m. nel 1293), conte di Poppi
- Alessandro Guidi di Romena (m. nel novembre 1303), figlio di Guido I, citato da Dante Alighieri
- Guido Novello di Raggiolo (m. nel 1320), nipote di Guido Novello, potente feudatario e sostenitore di Enrico VII di Germania
- Aghinolfo Guidi di Romena (m. nel novembre 1328), figlio di Guido I, vescovo di Arezzo

## Genealogia essenziale
|                   |                                                               |                                                               |                            |                  |                                                                          |                                                              |                                       |                                       |                                                         |                                                         |
|                   |                                                               |                                                               |                            |                  |                                                                          | Tegrimo I (900-?) sp. Engelrada II                           |                                       |                                       |                                                         |                                                         |
|                   |                                                               |                                                               |                            |                  |                                                                          |                                                              |                                       |                                       |                                                         |                                                         |
|                   |                                                               |                                                               |                            |                  |                                                                          |                                                              |                                       |                                       |                                                         |                                                         |
|                   |                                                               |                                                               |                            |                  |                                                                          | Guido I conte di Pistoia                                     |                                       |                                       |                                                         |                                                         |
|                   |                                                               |                                                               |                            |                  |                                                                          |                                                              |                                       |                                       |                                                         |                                                         |
|                   |                                                               |                                                               |                            |                  |                                                                          |                                                              |                                       |                                       |                                                         |                                                         |
|                   |                                                               |                                                               |                            |                  | Tegrimo II sp. Gisla-Willa                                               | Tegrimo II sp. Gisla-Willa                                   | N.N. sp. Ugo I di Tuscia              | N.N. sp. Ugo I di Tuscia              |                                                         |                                                         |
|                   |                                                               |                                                               |                            |                  |                                                                          |                                                              |                                       |                                       |                                                         |                                                         |
|                   |                                                               |                                                               |                            |                  |                                                                          |                                                              |                                       |                                       |                                                         |                                                         |
|                   |                                                               |                                                               |                            |                  | Guido II (?-1029) sp. Imelda                                             | Guido II (?-1029) sp. Imelda                                 | Guido                                 | Guido                                 |                                                         |                                                         |
|                   |                                                               |                                                               |                            |                  |                                                                          |                                                              |                                       |                                       |                                                         |                                                         |
|                   |                                                               |                                                               |                            |                  |                                                                          |                                                              |                                       |                                       |                                                         |                                                         |
|                   |                                                               |                                                               |                            |                  | Guido III (?-1034) sp. Adelaita (?-1094)                                 | Guido III (?-1034) sp. Adelaita (?-1094)                     | Ranieri                               | Ranieri                               |                                                         |                                                         |
|                   |                                                               |                                                               |                            |                  |                                                                          |                                                              |                                       |                                       |                                                         |                                                         |
|                   |                                                               |                                                               |                            |                  |                                                                          |                                                              |                                       |                                       |                                                         |                                                         |
|                   |                                                               |                                                               |                            |                  | Guido IV (?-1103) sp. Ermellina (?-1140)                                 |                                                              |                                       |                                       |                                                         |                                                         |
|                   |                                                               |                                                               |                            |                  |                                                                          |                                                              |                                       |                                       |                                                         |                                                         |
|                   |                                                               |                                                               |                            |                  |                                                                          |                                                              |                                       |                                       |                                                         |                                                         |
|                   |                                                               |                                                               |                            |                  | Guido Guerra I "il marchese" (?-6/10/1124) sp. Imilia                    |                                                              |                                       |                                       |                                                         |                                                         |
|                   |                                                               |                                                               |                            |                  |                                                                          |                                                              |                                       |                                       |                                                         |                                                         |
|                   |                                                               |                                                               |                            |                  |                                                                          |                                                              |                                       |                                       |                                                         |                                                         |
|                   |                                                               |                                                               |                            |                  | Guido Guerra II (?-26/12/1157) sp. Adelaita                              |                                                              |                                       |                                       |                                                         |                                                         |
|                   |                                                               |                                                               |                            |                  |                                                                          |                                                              |                                       |                                       |                                                         |                                                         |
|                   |                                                               |                                                               |                            |                  |                                                                          |                                                              |                                       |                                       |                                                         |                                                         |
|                   |                                                               |                                                               |                            |                  | Guido Guerra III (?-1213) sp. Gualdrada di Bellincione Berti (1160-1226) |                                                              |                                       |                                       |                                                         |                                                         |
|                   |                                                               |                                                               |                            |                  |                                                                          |                                                              |                                       |                                       |                                                         |                                                         |
|                   |                                                               |                                                               |                            |                  |                                                                          |                                                              |                                       |                                       |                                                         |                                                         |
|                   | Guido Guerra IV (1196-1239) sp. Giovanna Pallavicino (?-1273) | Guido Guerra IV (1196-1239) sp. Giovanna Pallavicino (?-1273) | Ruggero (?-1225)           | Ruggero (?-1225) | Tegrimo (?-1270) sp. Albiera (?-1254) di Tancredi di Sicilia             | Tegrimo (?-1270) sp. Albiera (?-1254) di Tancredi di Sicilia | Aghinolfo (?-1247) sp. Agnese Fieschi | Aghinolfo (?-1247) sp. Agnese Fieschi | Marcovaldo (?-1229) sp. Beatrice degli Alberti (?-1278) | Marcovaldo (?-1229) sp. Beatrice degli Alberti (?-1278) |
|                   |                                                               |                                                               |                            |                  |                                                                          |                                                              |                                       |                                       |                                                         |                                                         |
|                   |                                                               |                                                               |                            |                  |                                                                          |                                                              |                                       |                                       |                                                         |                                                         |
| Ramo di Bagno ·   | Ramo di Bagno ·                                               | Simone (?-1280)                                               | Simone (?-1280)            |                  | Ramo di Modigliana ·                                                     | Ramo di Modigliana ·                                         | Ramo di Romena ·                      | Ramo di Romena ·                      | Ramo di Dovadola ·                                      | Ramo di Dovadola ·                                      |
|                   |                                                               |                                                               |                            |                  |                                                                          |                                                              |                                       |                                       |                                                         |                                                         |
|                   |                                                               |                                                               |                            |                  |                                                                          |                                                              |                                       |                                       |                                                         |                                                         |
| Ramo di Mantova · | Ramo di Mantova ·                                             | Ramo di Poppi-Battifolle ·                                    | Ramo di Poppi-Battifolle · |                  |                                                                          |                                                              |                                       |                                       | Ramo di Volterra ·                                      | Ramo di Volterra ·                                      |
|                   |                                                               |                                                               |                            |                  |                                                                          |                                                              |                                       |                                       |                                                         |                                                         |
|                   |                                                               |                                                               |                            |                  |                                                                          |                                                              |                                       |                                       |                                                         |                                                         |
|                   |                                                               | Ramo di Modena ·                                              |                            |                  |                                                                          |                                                              |                                       |                                       |                                                         |                                                         |